# Tiruvavaduthurai
Tiruvavaduthurai (Tamil: திருவாவடுதுறை Tiruvāvaṭutuṟai [ˈt̪iɾɯˌʋaːʋəɖɯˌd̪urɛi̯], auch Thiruvavaduthurai, Tiruvaduthurai) ist ein Dorf im Distrikt Mayiladuthurai des indischen Bundesstaats Tamil Nadu. Die Einwohnerzahl beträgt rund 7000 (Volkszählung 2011). Tiruvavaduthurai ist vor allem für sein bedeutendes hinduistisches Kloster (Matha), das Tiruvavaduthurai Adheenam bekannt.

## Geografie
Tiruvavaduthurai liegt im Kaveri-Delta am Südufer des Kaveri-Hauptarmes. Verwaltungsmäßig gehört der Ort zum Taluk Kuthalam des Distrikts Mayiladuthurai. Die nächstgrößeren Städte sind Kumbakonam 17 Kilometer westlich und Mayiladuthurai 17 Kilometer östlich. Die Entfernung nach Chennai (Madras), die Hauptstadt des Bundesstaates, beträgt rund 270 Kilometer. Die Straße von Kumbakonam nach Mayiladuthurai (State Highway 22) führt nördlich an Tiruvavaduthurai vorbei. Der nächste Bahnhof befindet sich im Nachbarort Narasingampettai rund anderthalb Kilometer westlich.

## Das Kloster Tiruvavaduthurai

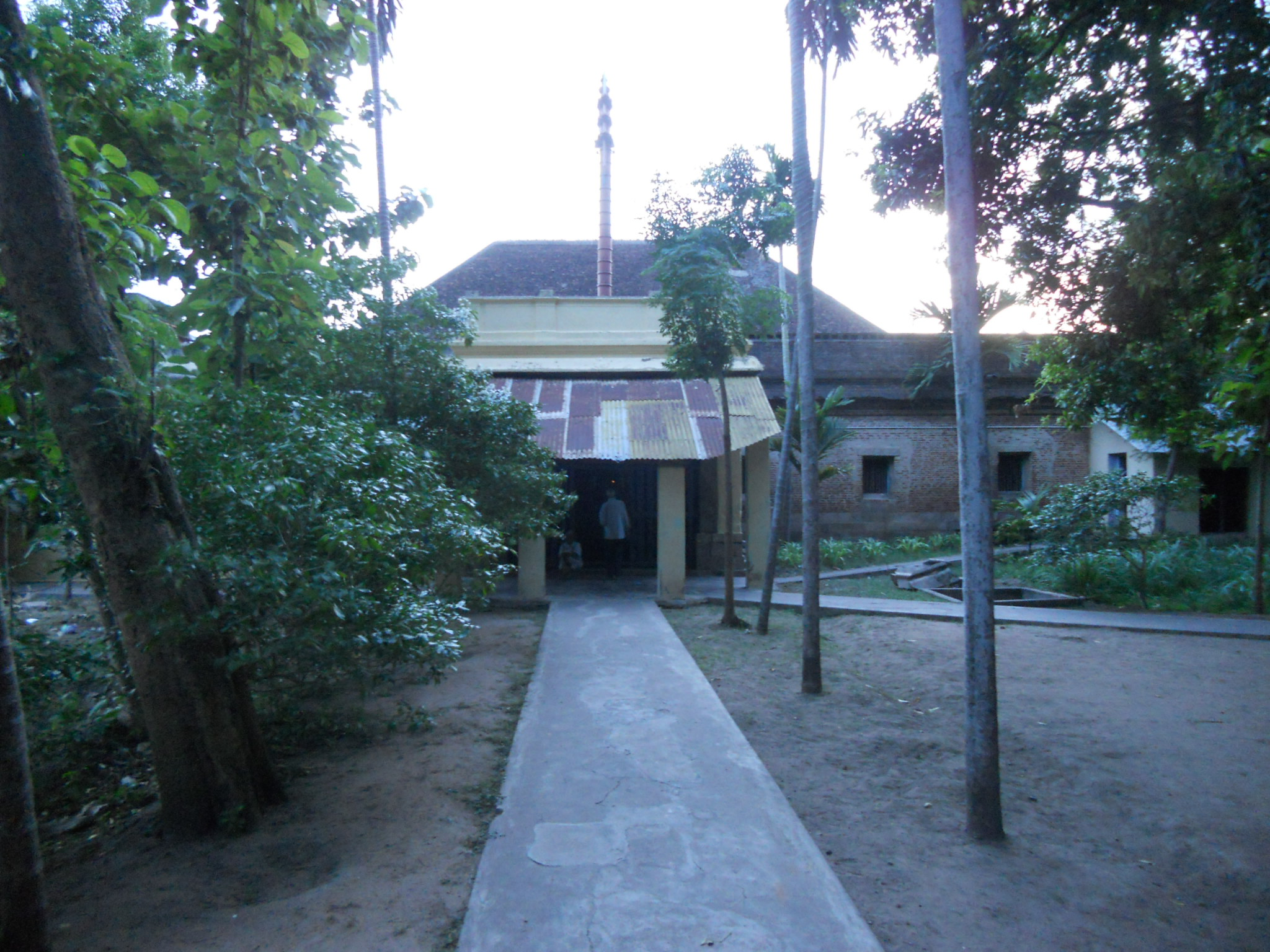
Das Kloster von Tiruvavaduthurai

In Tiruvavaduthurai befindet sich ein bedeutendes hinduistisches Kloster (Matha), das Tiruvavaduthurai Adheenam. Das Kloster von Tiruvavaduthurai ist eine shivaitische Einrichtung und wird von Angehörigen nichtbrahmanischer Kasten, vor allem der Vellalar, getragen. Neben den ebenfalls im Kaveri-Delta gelegenen Klöstern von Dharmapuram (Dharmapuram Adheenam) und Tiruppanandal (Tiruppanandal Kasi Math) gehört das Tiruvavaduthurai Adheenam zu den einflussreichsten und wohlhabendsten shivaitischen Institutionen Tamil Nadus.

## Der Tempel von Tiruvavaduthurai

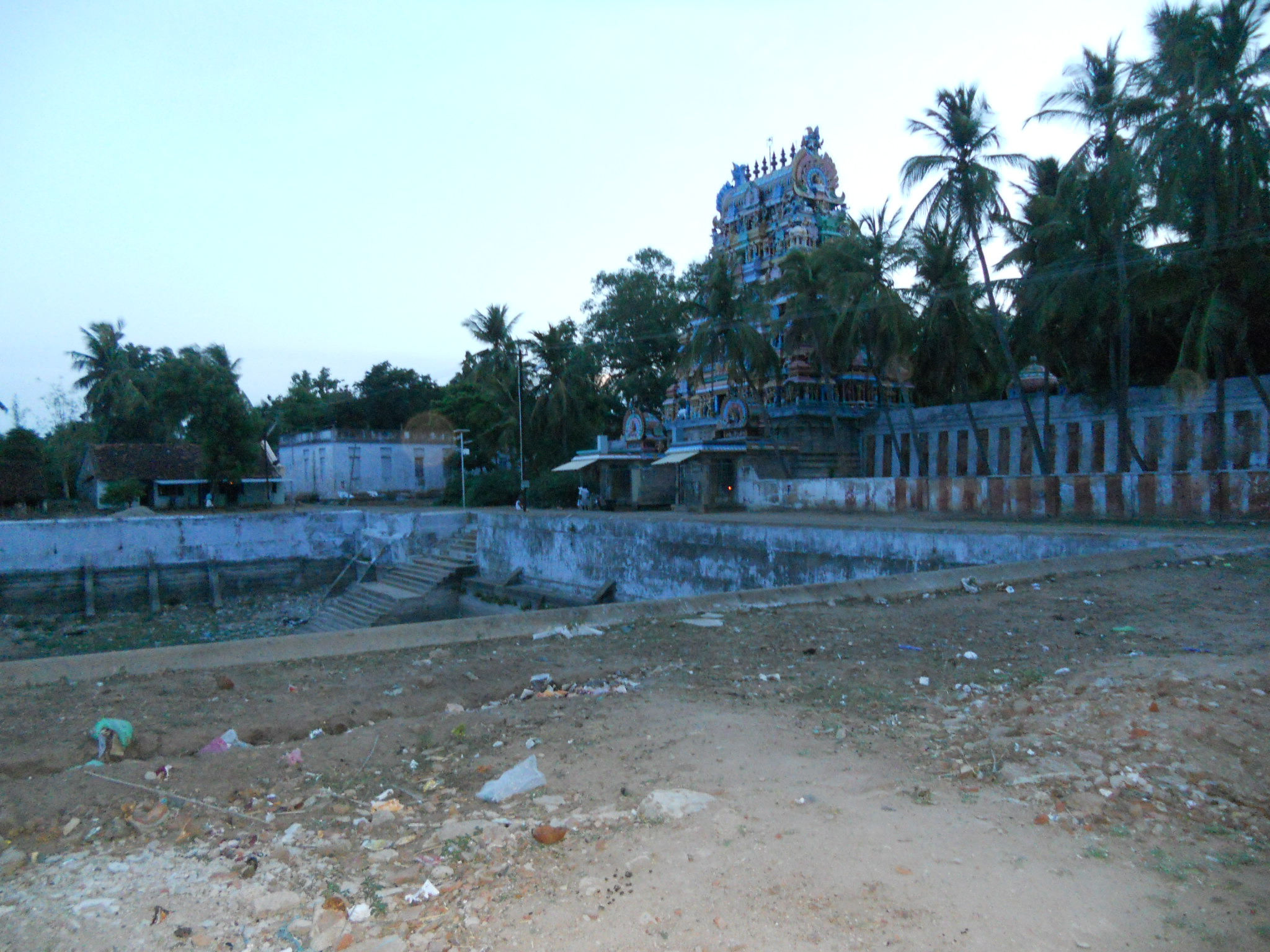
Im Masilamaniswarar-Tempel

Der Haupttempel Tiruvavaduthurais, der Masilamaniswarar- oder Gomuttiswarar-Tempel, ist dem Gott Shiva geweiht. Das Heiligtum wurde bereits im 7./8. Jahrhundert in den Tevaram-Hymnen der Dichterheiligen Appar, Sundarar und Sambandar besungen. Damit gehört Tiruvavaduthurai zu den 274 heiligen Orten des tamilischen Shivaismus (Padal Petra Sthalams). Der Tempel beherbergt das Grabmal (Samadhi) des Mystikers Tirumular, der im 7. Jahrhundert das Tirumandiram verfasste.
Der Masilamaniswarar-Tempel untersteht der Verwaltung des Klosters Tiruvavaduthurai und ist auch räumlich eng mit diesem verbunden. Die Außenmauern des Klosters und des Tempelkomplexes sind direkt miteinander verbunden. Ein Tor führt aus dem Tempelkomplex direkt auf das Klostergelände.